# 西馬 (加利福尼亞州)
西馬（英語：Cima）是位於美國加利福尼亞州聖貝納迪諾縣的一個非建制地區。該地的面積和人口皆未知。

## 地理
西馬的座標為35°14′16″N 115°29′57″W / 35.23778°N 115.49917°W，而該地的平均海拔高度為1273米（即4175英尺）。